# Meitantei no okite
Meitantei no okite (名探偵の掟?, Meitantei no okite, lett. "Le condizioni di un grande detective") è un dorama, ovvero un drama giapponese. La storia è originata da una raccolta di racconti di Keigo Higashino.
È stato prodotto e trasmesso da TV Asahi nel 2009 in 10 episodi. Il dorama è stato trasmesso solamente in Giappone.
La serie parodia diverse serie gialle, in particolare Detective Conan.

## Trama
Daigoro Tenkanchi, investigatore, Banzo Ogawara, ispettore di polizia, e Fuji Mana, novella investigatrice, sono i protagonisti di Meitantei no okite, costantemente impegnati sulla risoluzione di diversi casi.
Tenkanchi, Banzo e Mana sanno, però, di essere dei personaggi fittizi, e sono obbligati a seguire lo schema dell'investigatore che risolve il caso sempre e comunque.

## Personaggi
Daigoro Tenkaichi
Geniale investigatore, sa sempre risolvere i casi più difficili che vengono assegnati all'ispettore Okawara. Ci tiene particolarmente a dire la vera identità dell'assassino e definire i trucchi da questo utilizzati di fronte a più spettatori possibili che lo elogino. È interpretato da Shōta Matsuda.
Mana Fujii
Novella investigatrice, affidata all'ispettore Okawara nel primo episodio. È interpretata da Yuu Kashii.
Banzo Okawara
Ispettore di polizia. Fa sempre risolvere i casi più difficili a Tenkaichi, in modo da confermare e far ancor più apprezzare la fama dal giovane. È interpretato da Yuichi Kimura.